# Pterusa crassiceps
Pterusa crassiceps är en stekelart som beskrevs av Fischer 1958. Pterusa crassiceps ingår i släktet Pterusa och familjen bracksteklar. Inga underarter finns listade i Catalogue of Life.